# 팀 벅

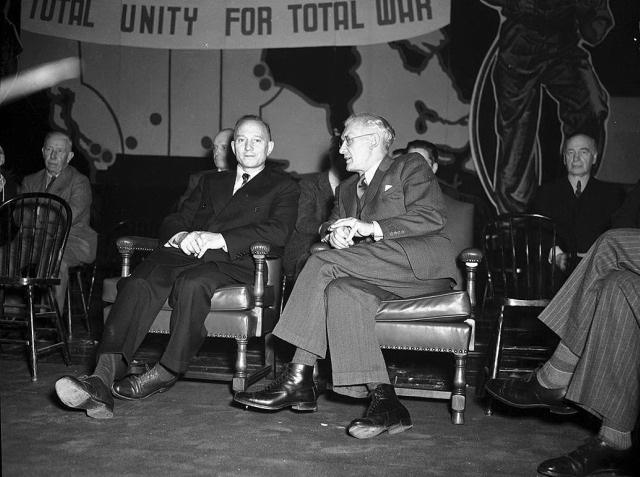
팀 벅(왼쪽)과 그 외

티머시 "팀" 벅(Timothy "Tim" Buck)은 1929년부터 1962년까지 캐나다 공산당의 총비서(40년대부터 1950년대 후반까지 노동진보당이라고 알려져 있다)였다. 독일의 에른스트 텔만, 프랑스의 모리스 토레즈, 이탈리아의 팔미로 톨리아티, 미국의 얼 브라우더, 영국의 해리 폴릿 등과 함께 벅은 이오시프 스탈린 시대의 코민테른 최고 지도자 중 한 명이었다.